# Sergej Lovačëv
Sergej Lovačëv (in russo Сергей Ловачёв?; 19 maggio 1959) è un ex velocista sovietico, specializzato nei 400 metri piani.

## Biografia
Nel 1983 vinse il titolo mondiale nella staffetta 4x400 metri assieme ai compagni Nikolaj Černeckij, Viktor Markin e Aleksandr Troshchilo.

## Palmarès
| Anno | Manifestazione | Sede     | Evento  | Risultato | Prestazione | Note |
| ---- | -------------- | -------- | ------- | --------- | ----------- | ---- |
| 1983 | Mondiali       | Helsinki | 4×400 m | Oro       | 3'00"79     |      |